# Yo soy el amor
Yo soy el amor è un album del cantante italiano Scialpi, pubblicato nel 1987 dalla RCA/Ariola Records per il mercato messicano.

## Tracce
Lato A
1. Para tenerte otra vez (I'll Find My Way Home) (Vangelis, Anderson, Omar Sánchez)
2. Donde vas (R. Ortega, O. Sánchez)
3. El juego del amor (O. Sánchez)
4. Yo soy el amor (Je suis l'amour) (Gane, Migliacci, Barbato, O. Sánchez) (feat. Dalila Di Lazzaro)
5. Cigarrillos y cafè (Cigarettes and Coffee) (Migliacci, Scialpi, Thoty)

Lato B
1. Poco a poco (Rocking Rolling) (Migliacci, Goldsand, Tamborelli, O. Sánchez)
2. Como el halcon (O. Sánchez)
3. Tu eres el silencio (Nel silenzio splende) (Bigazzi, O. Sánchez)
4. En soledad (In solitudine) (Macchiarella, Scialpi, Thoty)
5. Te gustarà (Ti piacerà) (Migliacci, Scialpi)